# Эволо, Оскар
Оска́р Эволо́ (фр. Oscar Ewolo; 9 октября 1978, Браззавиль, Республика Конго) — конголезский футболист, защитник и полузащитник. Выступал за сборную Конго.

## Карьера

### Клубная
Профессиональную карьеру начал в 1996 году во французском клубе Лиги 2 «Амьен» из одноимённого города, выступал за него до 2005 года, проведя за это время 132 матча и забив 1 гол в сезоне 2000/01, в том же сезоне дошёл вместе с командой до финала Кубка Франции, принял участие в том числе и в решающем матче 26 мая 2001 года, в котором «Амьен» уступил лишь в серии послематчевых пенальти клубу «Страсбур».
В 2005 году перешёл в «Лорьян», также выступавший в Лиге 2, в первый сезон в новом клубе провёл 30 встреч и забил 1 гол, чем помог команде занять 3-е место в Лиге 2, дававшее право выхода в Лигу 1. Следующие 3 сезона Оскар провёл в составе «Лорьяна» в высшем французском дивизионе, сыграл 84 матча и забил 1 мяч.
Летом 2009 года перешёл в «Брест», игравший тогда тоже в Лиге 2, дебютировал за новый клуб 1 августа в выездном матче Кубка французской лиги против клуба «Дижон», в котором его команда уступила со счётом 0:2. Всего в том сезоне сыграл 35 матчей и забил 1 гол, внеся, тем самым, немалый вклад в успех своего клуба, занявшего по итогам сезона 2009/10 2-е место в Лиге 2, и благодаря этому получившего право выхода в Лигу 1. Кроме того, в «Бресте» Эволо стал капитаном команды.

### В сборной
В составе главной национальной сборной Конго выступает с 2000 года. Сыграл в её составе 2 матча в отборочном турнире к чемпионату мира 2002 года, 9 игр в отборочном турнире к чемпионату мира 2006 года и 5 встреч в отборочном турнире к чемпионату мира 2010 года.
В составе сборной участвовал в Кубке африканских наций 2000 года, сыграл во всех 3-х матчах команды.

## Достижения

### Командные
«Амьен»
Финалист Кубка Франции: (1)
- 2000/01

 «Лорьян»
3-е место в Лиге 2 (выход в Лигу 1): (1)
- 2005/06

 «Брест»
2-е место в Лиге 2 (выход в Лигу 1): (1)
- 2009/10